# Pontamafrey-Montpascal
Pontamafrey-Montpascal és un municipi francès situat al departament de la Savoia i a la regió d'Alvèrnia-Roine-Alps. L'any 2007 tenia 344 habitants.

## Demografia

### Població
El 2007 la població de fet de Pontamafrey-Montpascal era de 344 persones. Hi havia 144 famílies de les quals 40 eren unipersonals (28 homes vivint sols i 12 dones vivint soles), 36 parelles sense fills, 56 parelles amb fills i 12 famílies monoparentals amb fills.
La població ha evolucionat segons el següent gràfic:
Habitants censats

### Habitatges
El 2007 hi havia 235 habitatges, 142 eren l'habitatge principal de la família, 79 eren segones residències i 14 estaven desocupats. 192 eren cases i 43 eren apartaments. Dels 142 habitatges principals, 119 estaven ocupats pels seus propietaris, 20 estaven llogats i ocupats pels llogaters i 3 estaven cedits a títol gratuït; 1 tenia una cambra, 8 en tenien dues, 15 en tenien tres, 34 en tenien quatre i 84 en tenien cinc o més. 113 habitatges disposaven pel capbaix d'una plaça de pàrquing. A 53 habitatges hi havia un automòbil i a 82 n'hi havia dos o més.

### Piràmide de població
La piràmide de població per edats i sexe el 2009 era:
| Homes | Edats   | Dones |
| ----- | ------- | ----- |
| 0     | 95 o +  | 0     |
| 0     | 90 a 94 | 0     |
| 0     | 85 a 89 | 0     |
| 0     | 80 a 84 | 0     |
| 0     | 75 a 79 | 0     |
| 12    | 70 a 74 | 4     |
| 4     | 65 a 69 | 8     |
| 12    | 60 a 64 | 8     |
| 8     | 55 a 59 | 8     |
| 8     | 50 a 54 | 24    |
| 12    | 45 a 49 | 8     |
| 24    | 40 a 44 | 16    |
| 12    | 35 a 39 | 20    |
| 8     | 30 a 34 | 12    |
| 8     | 25 a 29 | 8     |
| 0     | 20 a 24 | 12    |
| 8     | 15 a 19 | 4     |
| 24    | 10 a 14 | 32    |
| 20    | 5 a 9   | 16    |
| 4     | 0 a 4   | 8     |

## Economia
El 2007 la població en edat de treballar era de 240 persones, 185 eren actives i 55 eren inactives. De les 185 persones actives 173 estaven ocupades (93 homes i 80 dones) i 12 estaven aturades (2 homes i 10 dones). De les 55 persones inactives 21 estaven jubilades, 21 estaven estudiant i 13 estaven classificades com a «altres inactius».

### Ingressos
El 2009 a Pontamafrey-Montpascal hi havia 138 unitats fiscals que integraven 346 persones, la mediana anual d'ingressos fiscals per persona era de 18.454 €.

### Activitats econòmiques
Dels 39 establiments que hi havia el 2007, 2 eren d'empreses extractives, 1 d'una empresa de fabricació de material elèctric, 2 d'empreses de fabricació d'altres productes industrials, 13 d'empreses de construcció, 8 d'empreses de comerç i reparació d'automòbils, 3 d'empreses de transport, 1 d'una empresa d'hostatgeria i restauració, 3 d'empreses financeres, 2 d'empreses immobiliàries, 2 d'empreses de serveis, 1 d'una entitat de l'administració pública i 1 d'una empresa classificada com a «altres activitats de serveis».
Dels 14 establiments de servei als particulars que hi havia el 2009, 3 eren tallers de reparació d'automòbils i de material agrícola, 1 paleta, 1 guixaire pintor, 5 fusteries, 3 electricistes i 1 restaurant.
Dels 2 establiments comercials que hi havia el 2009, 1 era una llibreria i 1 una joieria.
L'any 2000 a Pontamafrey-Montpascal hi havia 3 explotacions agrícoles.

## Equipaments sanitaris i escolars
El 2009 hi havia una escola elemental integrada dins d'un grup escolar amb les comunes properes formant una escola dispersa.

## Poblacions més properes
El següent diagrama mostra les poblacions més properes.